# دهستان حومه (گیلانغرب)
دهستان حومه نام دهستانی در بخش مرکزی شهرستان گیلانغرب، استان کرمانشاه در ایران است. براساس سرشماری مرکز آمار ایران در سال ۱۳۸۵، جمعیت آن ۶۶۸۴ نفر (۱۴۲۹ خانوار) بوده‌است.